# Главное авиационное командование ВВС США
Главное командование ВВС США — объединение военно-воздушных сил США и орган оперативно-стратегического руководства группой армий и соединений, а также учреждениями на определенной территории в мирное время и на театре военных действий во время ведения боевых действий.

## История организационного строительства
Главные авиационные командования созданы по единому принципу главных командований видов Вооруженных силах США, которые предусматривают формирование из одного вида вооружённых сил и организацию либо по географическому признаку (территории ответственности (англ. «Area Of Responsibility», AOR)), что соответствует советскому/российскому понятию «военный округ», либо по выполняемой функции.
Первые Главные авиационные командования были созданы после окончания Второй мировой войны в 1947 году. Всего было создано 27 Главных командований, со временем часть из них стала простыми командованиями ВВС.
Реорганизация Главных командований ВВС США, происшедшая в 1992 году, вызвана изменением современных условий и взглядов военного руководства страны на принципы организации и ведения боевых действий. Так, 1 июня 1992 года вследствие окончания Холодной войны сформировано Боевое авиационное командование в результате слияния Стратегического авиационного командования и Тактического авиационного командования. В связи с развитием новых технологий передачи и обработки информации было сформировано совершенно новое авиационное командование ВВС США — AFCYBER (Кибернетическое командование военно-воздушных сил США). Предполагалось, что оно станет новым Главным командованием, но этого не произошло и оно вошло в состав Кибернетического командования США.
В настоящее время ВВС США сведены в десять Главных командований (8 по Функциональному признаку и 2 по географическому). Самым последним было сформировано в 2009 году Командование глобальных ударов ВВС США, к которому отошли некоторые функции Главного боевого командования и Космического командования ВВС США.

## Командование
Руководство Главным авиационным командованием осуществляет командующий (англ. Commander), который находится в звании полного (четырехзвёздного) генерала. Командующие подчиняется непосредственно Министру военно-воздушных сил США. Во всех вопросах по организации, подготовки и оснащения, за исключением вопросов оперативного управления командованием подчиняется Начальнику штаба воздушных сил США.
В подчинении командующего: заместитель командующего и командир группы главного сержанта.

## Список Главных авиационных командований ВВС США
| Эмблема | Главное командование                                                                        | Дислокация штаб-квартиры | Задачи |
| ------- | ------------------------------------------------------------------------------------------- | ------------------------ | --- |
|         | Боевое авиационное командование (Air Education and Training Command)                        | Лэнгли, Вирджиния        | - организация, боевая подготовка, оснащение и поддержание на требуемом уровне готовности сил и средств ВВС США на континентальной части; - выделение необходимых сил и средств в распоряжение командующих объединенными командованиями ВС США в передовых зонах (Центрального, ВС США в Европейской зоне, в зонах Тихого океана, Центральной и Южной Америки), в распоряжение объединенного стратегического командования ВС США для проведения ядерных, конвенциональных (обычных) и информационных операций, а также в интересах объединенного командования воздушно-космической обороны Североамериканского континента NORAD. |
|         | Учебное авиационное командование (Air Force Reserve Command)                                | Рандолф, Техас           | - Профессиональный отбор лётного и технического состава; - Подготовка лётного состава по программе первоначальной лётной подготовки; - Подготовка личного состава по программе первоначальной технической подготовки; - Подготовка личного состава по программе профессионального военного образования. |
|         | Командование глобальных ударов (Air Force Global Strike Command)                            | Барксдейл; Луизиана      | Обеспечение боеспособных сил для ядерного сдерживания и глобальных операций |
|         | Командование материально-технического обеспечения (Air Force Material Command)              | Райт-Паттерсон, Огайо    | Исследования, разработки, испытания и оценка, приобретение и материально-техническое обеспечение ВВС США |
|         | Командование резерва (Air Force Reserve Command)                                            | Робинс, Джорджия         | - Обеспечение подготовки резервистов к выполнению боевых задач; - Подготовка и проведение специальных операций; - Подготовка и проведение спасательных работ; - Оказание медицинской помощи и эвакуация; - выполнение задач эвакуации, пожаротушения и распыления средств пожаротушения; - проведение метеорологической разведки; - выполнение тренировочных полетов по планам космической и летной подготовки; - другие задачи, связанные с ликвидацией стихийных бедствий как в стране, так и оказание помощи за рубежом. |
|         | Космическое командование ВВС США (Air Force Space Command)                                  | Патерсон, Колорадо)      | Разработка и эксплуатация военно-космических и кибернетических технологий |
|         | Командование специальных операций ВВС США (Air Force Special Operations Command)            | Херлберт, Флорида        | Авиационное обеспечение (подразделениями и компонентами ВВС) Командования специальных операций |
|         | Командование воздушных перевозок (Air Mobility Command)                                     | Скотт, Иллинойс)         | Обеспечение глобальной мобильности подразделений посредством воздушных перевозок и дозаправки самолетов в воздухе всех Вооруженных сил США |
|         | Командование ВВС в Европе и Африке (United States Air Forces in Europe — Air Forces Africa) | Рамштайн, Германия       | Обеспечение подразделениями ВВС для Европейского командования США и Африканского командования США |
|         | Командование ВВС в зоне Тихого океана (Pacific Air Forces)                                  | Хикэм, Гавайи            | Обеспечение подразделениями ВВС для Тихоокеанского командования США |

## Список Главных авиационных командований ВВС США, существовавших до 1992 года
| Эмблема | Главное командование                             | Период существования |
| ------- | ------------------------------------------------ | -------------------- |
|         | Командование ВВС США на Аляске                   | 1945-1990            |
|         | Командование аэрокосмической обороны ВВС США     | 1946-1950; 1951—1980 |
|         | Кибернетическое командование ВВС США             | 2007-2008            |
|         | Командование связи ВВС США                       | 1943-1991            |
|         | Разведывательное управление ВВС США              | 1948-1993            |
|         | Командование материально-технического обеспечени | 1944-1992            |
|         | Командование вооружений                          | 1950-1992            |
|         | Командование полевых испытаний                   | 1943-2012            |
|         | Учебное командование                             | 1946-1993            |
|         | Авиационный университет                          | 1920-1993            |
|         | Командование в Карибском мор                     | 1946-1976            |
|         | Континентальное командование                     | 1948-1968            |
|         | Командование электронной борьбы                  | 1948-1993            |
|         | Главный штаб ВВС США                             | 1985-1994            |
|         | Командование военно-транспортной авиацией        | 1966-1992            |
|         | Северо-восточное командование                    | 1950-1957            |
|         | Тихоокеанское командование                       | 1946-1949            |
|         | Командование специальных вооружений              | 1949-1952            |
|         | Стратегическое командование                      | 1946-1992            |
|         | Тактическое командование                         | 1946-1992            |
|         | Южное командование                               | 1963-1976            |